# Josef Steinböck (Politiker)
Josef Steinböck (* 4. Dezember 1927 in Frauenhofen; † 7. August 2001 in Hausleiten) war ein österreichischer Politiker (ÖVP) und Landwirt. Er war von 1966 bis 1970 Mitglied des Bundesrates und von 1970 bis 1986 Abgeordneter zum Landtag von Niederösterreich.

## Leben
Steinböck besuchte von 1933 bis 1937 die Volksschule Frauenhofen und von 1937 bis 1941 die Hauptschule Horn. Danach absolvierte er die landwirtschaftliche Berufsschule und leistete während des Zweiten Weltkrieges von 1944 bis 1945 Militärdienst. Er besuchte danach von 1946 bis 1948 die landwirtschaftliche Fachschule Mistelbach und arbeitete zwischen 1955 und 1987 als Landwirt. Zudem war er von 1962 bis 1994 Obmann des Raiffeisenlagerhauses Horn und von 1964 bis 1922 Vorstandsmitglied des Verbandes ländlicher Genossenschaften.
Steinböck war der Sohn vom Landeshauptmann Johann Steinböck (1894–1962). Josef und Gattin Charlotte Steinböck kamen 2001 bei einem schweren Verkehrsunfall ums Leben.

## Politik
Steinböck engagierte sich zwischen 1955 und 1960 als Gemeinderat in Frauenhofen und wurde 1960 Bürgermeister der Gemeinde. Nach der Gemeindezusammenlegung übernahm er von 1970 bis 1996 das Amt des Bürgermeisters von St. Bernhard-Frauenhofen. Er vertrat die ÖVP Niederösterreich vom 7. Jänner 1966 bis zum 4. Mai 1970 im Bundesrat und war danach vom 8. Mai 1970 bis zum 20. Jänner 1986 Abgeordneter zum Niederösterreichischen Landtag. Innerparteilich wirkte er zwischen 1965 und 1970 als Bezirksparteiobmann der ÖVP Horn, er war zudem Hauptbezirksparteiobmann, von 1965 bis 1970 Kammerrat der Kammer für Land- und Forstwirtschaft für Niederösterreich und von 1965 bis 1989 Bauernkammerobmann des Bezirkes Horn.

## Auszeichnungen
- Großes Silbernes Ehrenzeichen für Verdienste um die Republik Österreich
- Silbernes Komturkreuz des Ehrenzeichens für Verdienste um das Bundesland Niederösterreich